# Fröviån
Fröviforsån är ett av namnen på Arbogaån uppströms sjön Väringen. Ån kallas Fröviforsån (Borsån) ungefär mellan Vedevågssjön och Väringen, och därefter Borsån fram till Lindesjön.